# 지바 형무소

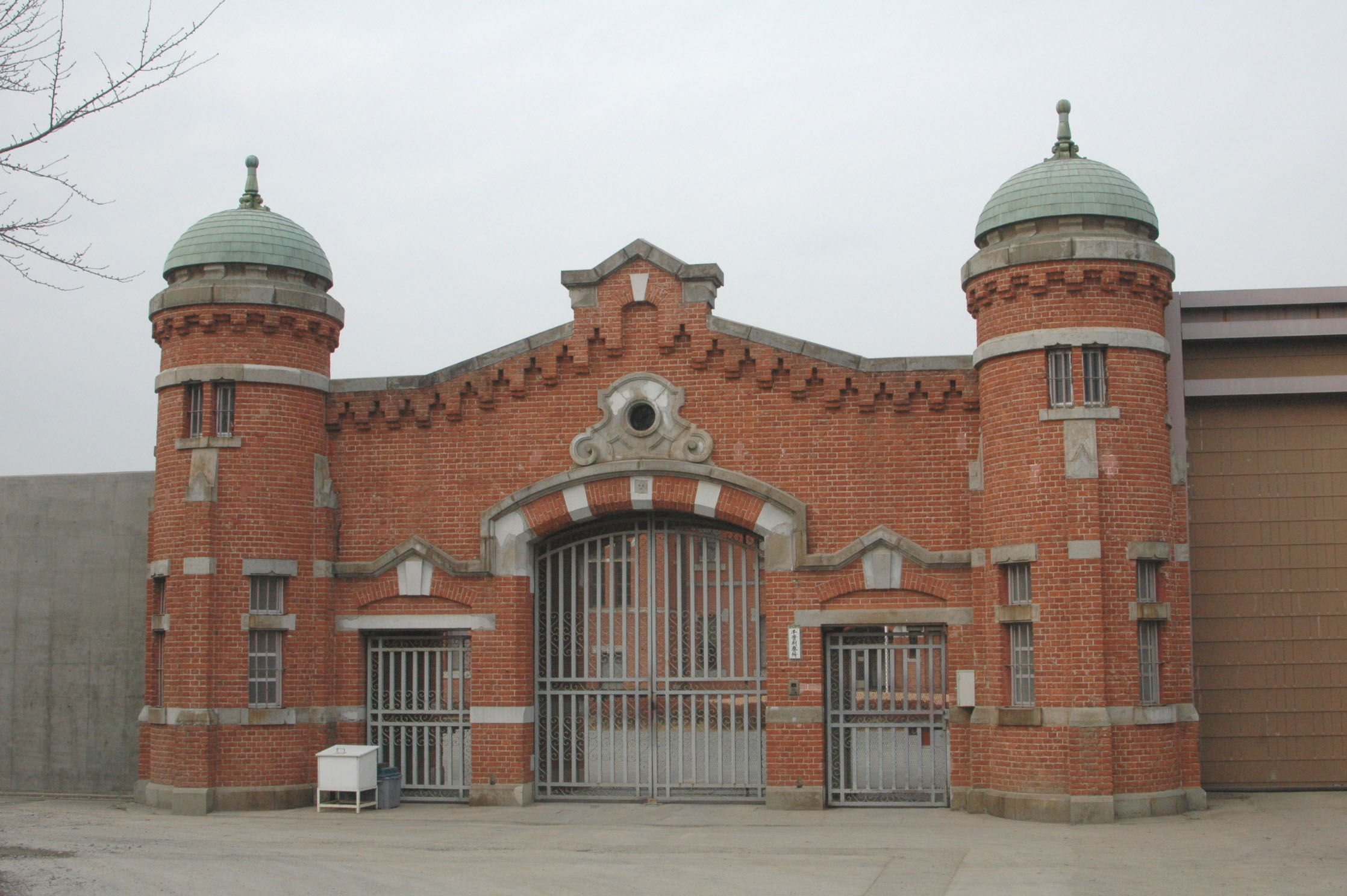
지바 형무소

지바 형무소(일본어: 千葉刑務所 지바케무쇼[*])는 지바현 지바시 와카바구에 있는 형무소이다.